# Samsung Galaxy Z Flip 6
Samsung Galaxy Z Flip 6 (được viết cách điệu thành Samsung Galaxy Z Flip6) là mẫu điện thoại thông minh có thể gập lại dựa trên hệ điều hành Android và được tạo ra bởi Samsung Electronics. Samsung Galaxy Z Flip 6 được giới thiệu bởi Samsung Electronics tại sự kiện Galaxy Unpacked vào ngày 10 tháng 7 năm 2024.